# Agrochira adamanta
Agrochira adamanta är en tvåvingeart som beskrevs av Ian David Whittington 2003. Agrochira adamanta ingår i släktet Agrochira och familjen bredmunsflugor.
Artens utbredningsområde är Ghana. Inga underarter finns listade i Catalogue of Life.